# Fytoenergetika
Fytoenergetika je souhrn technologií umožňujících energetické využívání biomasy. Jde především o přímé spalování v domovních kotlících či v kotlích centrálního zásobování teplem. Rozvíjejí se však i další technologie, jako je anaerobní digesce, výroba bionafty, etanolu, apod.
Fytoenergetika má ze všech oborů využívání obnovitelných zdrojů energie největší potenciál. Většinou se uvádí okolo 80 %. Je schopna zabezpečit pevná, plynná i kapalná paliva, zatím však má malý potenciál produkce elektřiny. Elektřina se v současnosti vyrábí zejména při kogeneraci bioplynu, ale začíná se používat i kogenerace řepkového oleje.
V roce 2018 bylo z biomasy a bioplynu v ČR vyráběno kolem 5 % elektrické energie. Do roku 2010 měl být jejich podíl 6 % a do roku 2020 10 %. Zdali se tak opravdu stane záleží na tom, zda bude Česká republika plnit své závazky, jež přijala v Kjótu a které má coby člen Evropské unie.

### Základní termíny
Biomasa -
Skleníkový efekt

### Pěstování biomasy
Rychlerostoucí dřeviny -
Energetické byliny

### Zbytková biomasa
Hnůj -
Kejda -
Sláma -
Dřevo

### Energetické využívání biomasy
Spalování -
Zplyňování -
Rychlá pyrolýza -
Anaerobní digesce -
Alkoholové kvašení -
Esterifikace

### Průmyslové využívání biomasy
Biorafinérie -
Bioplast

### Kompostárenství
Biologicky rozložitelné odpady -
Kompostování -
Mechanicko-biologická úprava -
Biologická stabilita

### Bioremediace
Bioeremediace - Fytoremediace